# 応用心理士
応用心理士（おうようしんりし）とは，日本応用心理学会が認定する資格，およびその有資格者のことである。

## 概要
日本応用心理学会では，学会員で業績のある者に対し，本人の希望により一定の手続を経て，「応用心理士」の資格認定証を交付することにした。
現在，いくつかの心理学関係の学会で資格を認定している。厳重な試験に合格しなければ一定の資格を認定しないところもあるし，心理学に関する所定の単位を取得すれば一定の資格を認定するところもあり，まさにさまざまである。本学会では認定の基準を一歩進めて，学会の会員（名誉会員・一般会員・院生会員）であること，きちんとした業績を持っていることを主要な要件にした。資格要件の詳細については手引きのなかに明記されている。この資格は，個人や集団の心理学的指導に努力している人びとの社会的地位を承認するための一助として考えられたものである。

## 意義
「応用心理士」は資格であって免許（ライセンス）ではない。医師免許所持者は医療行為をおこなうことができるが，たとえ医学博士という学位を持っていても医師免許を所持していなければ医療行為はできない。また，いくら自動車の運転がうまくても運転免許を所持していなければ自動車の運転は許されない。これらの免許は，それぞれ医師法や道路交通法などの法律に基づいて定められている厳しいものである。免許は従って業務の独占を保証するものである。資格はそのようなものではない。資格は，その個人の技術や経験を一定の団体がある規準に照らして認定するもので，特定業務の独占を保証するものではない。「応用心理士」は資格であって免許ではないが，これを所持することによって職場における活動は現在よりもさらに拡大され，多くの者たちの承認を受ける。もちろんこの「応用心理士」の資格を取得したからといってなんでもできるわけではない。人事・労務関係，医療・看護関係，司法矯正関係，交通関係，教育関係，相談関係などの仕事に従事している者が，心理学的な仕事の重要性をわきまえ，十分留意して活動することが必要である。

## 取得方法
資格認定要件を満たしている場合，日本応用心理学会の認定委員会が配布する「応用心理士申請書類」に必要事項を記入して送付する事により，必要な審査を経て，後日，同委員会から可否の通知が送付される事となる。なお，審査・認定は有料である。

### 認定要件
日本応用心理学会認定　「応用心理士」認定制度による認定資格の基礎的条件として，本学会に入会後満2年を経過し，現在会員であることが必要です。
さらに，次の（１）から（４）のいずれか1つに該当し，応用心理学の専門職としての資質があると認められた人に認定されます。なお，（１）から（４）のいずれかの要件も完全に満たすことができない場合は，該当内容を総合し，判断されます。
1. 学校教育法に定められた大学または大学院において，心理学専攻又はこれに準ずる分野を卒業あるいは修了した者（学位授与機構の審査により学士の学位を授与された者も含む）。
2. 本学会機関誌『応用心理学研究』に1件以上の研究論文（共著も含む）を発表した人，または本学会の年次大会において2件以上の研究発表（単独発表または責任発表のもの）をした者。
3. 認定審査委員会が応用心理学と関係があると認めた専門職で，3年以上の経験を有する者。
4. 応用心理学と関係ある職で3年以上の経験を有し，本学会研修委員会企画の「研修会」に5回以上参加した者（申請時に5回分の「受講証明書」を添付してください）。

### 申請期間
「応用心理士」の申請受付期間等は次のとおりです。
|              | 【前 期】              | 【後 期】              |
| ------------ | ---------------------- | ---------------------- |
| 申請受付期間 | 毎年４月１日～６月末日 | １０月１日～１２月末日 |
| 審査結果通知 | ８月上旬               | 翌年２月上旬           |
| 認定料納入日 | ８月下旬まで           | 翌年２月下旬まで       |
| 認定証の送付 | ９月下旬               | 翌年３月下旬           |